# Epitola ernesti
Epitola ernesti är en fjärilsart som beskrevs av Karsch 1895. Epitola ernesti ingår i släktet Epitola och familjen juvelvingar. Inga underarter finns listade i Catalogue of Life.